# Erzbistum New Orleans
Das in den Vereinigten Staaten gelegene Erzbistum New Orleans (lat.: Archidioecesis Novae Aureliae) ist eine Diözese und Metropolitansitz der römisch-katholischen Kirche mit Sitz in New Orleans, Louisiana.

## Geschichte
Vorläufer des Erzbistums New Orleans ist das am 25. April 1793 durch Papst Pius VI. aus dem Erzbistum San Cristóbal de la Habana, Kuba, heraus gegründete Bistum Louisiana und der Zwei Floridas (Saint Louis of New Orleans). Erster Bischof war der Kubaner Luis Ignatius Peñalver y Cárdenas. Am 18. Juli 1826 wurde das Bistum durch Leo XII. umfirmiert in das Bistum New Orleans. Papst Pius IX. erhob am 19. Juli 1850 das Bistum zum Erzbistum. Erster Erzbischof war der Franzose Anthony Blanc.
Es gab zahlreiche Gebietsabtretungen, aus denen neue Bistümer gegründet wurden. Suffraganbistümer sind Alexandria, Baton Rouge, Houma-Thibodaux, Lafayette, Lake Charles und Shreveport.
Zugeordnet zum Erzbistum ist die Priesterseminare Notre Dame und St. Joseph sowie die Xavier University of Louisiana (XULA), Loyola University New Orleans und das Our Lady of Holy Cross College (OLHCC).

## Bischöfe von Louisiana und der Zwei Floridas
- Luis Ignatius Peñalver y Cárdenas (1794–1801), dann Erzbischof von Guatemala
- Francisco Porró Reinado (1801–1803), dann Bischof von Tarazona
  - John Carroll (1805–1812) Apostolischer Administrator
  - Louis-Guillaume-Valentin Dubourg PSS (1812–1815) Apostolischer Administrator
- Louis-Guillaume-Valentin Dubourg PSS (1815–1826), dann Bischof von Montauban

## Bischöfe von New Orleans
- Leo Raymond De Neckère CM (1829–1833)
- Anthony Blanc (1835–1850)

## Erzbischöfe von New Orleans
- Anthony Blanc (1850–1860)
- Jean Marie (John Mary) Odin CM (1861–1870)
- Napoleon Joseph Perché (1870–1883)
- Francis Xavier Leray (1883–1887)
- Francis Janssens (1888–1897)
- Placide Louis Chapelle (1897–1905)
- Jakob Hubert Blenk SM (1906–1917)
- John William Shaw (1918–1934)
- Joseph Rummel (1935–1964)
- John Cody (1964–1965), dann Erzbischof von Chicago, Illinois
- Philip Hannan (1965–1988)
- Francis Schulte (1988–2002)
- Alfred Clifton Hughes (2002–2009)
- Gregory Aymond (seit 2009)